# اینترنت
اینترنت (به انگلیسی: Internet) (مخفف interconnected network شبکه به هم پیوسته یا توکارِ اندرهم‌بسته) سامانه‌ای جهانی از شبکه‌های رایانه‌ای متصل است که از مجموعه پروتکل اینترنت (TCP/IP) برای ارتباط بین شبکه‌ها و دستگاه‌ها استفاده می‌کند. اینترنت شبکه‌ای از شبکه‌هاست که شامل شبکه‌های خصوصی، عمومی، دانشگاهی، تجاری و دولتی در مقیاس‌های محلی تا جهانی است که با آرایه‌ای عظیم از فناوری‌های شبکه‌بندی الکترونیکی، وایرلس و نوری به هم متصل شده‌اند. به عبارت دقیق‌تر، اینترنت مجموعه‌ای از سامانه‌های خودگردان است که با روتر به هم متصل شده‌اند. اینترنت را باید بزرگ‌ترین سامانه‌ای دانست که تاکنون به دست انسان طراحی، مهندسی و اجرا شده‌است. 
ریشهٔ این شبکهٔ عظیم جهانی به دههٔ ۱۹۶۰ بازمی‌گردد که پنتاگون (مقر و فرماندهی وزارت دفاع ایالات متحدهٔ آمریکا) برای انجام پروژه‌های تحقیقاتی برای ساخت شبکه‌ای مستحکم، توزیع شده و باتحمل خطا سرمایه‌گذاری نمودند. این پژوهش به همراه دوره‌ای از سرمایه‌گذاری شخصی بنیاد ملی علوم آمریکا برای ایجاد یک ستون فقرات اینترنت جدید، سبب شد تا مشارکت‌های جهانی آغاز گردد و از اواسط دههٔ ۱۹۹۰، به صورت یک شبکهٔ همگانی و جهان‌شمول در بیاید. وابسته شدن تمامی فعّالیت‌های بشر به اینترنت در مقیاسی بسیار عظیم و در زمانی چنین کوتاه، حکایت از آغاز یک دوران تاریخیِ نوین در عرصه‌های گوناگون علوم، فناوری، و به خصوص در نحوه تفکّر انسان دارد. شواهد زیادی در دست است که از آنچه اینترنت برای بشر خواهد ساخت و خواهد کرد، تنها مقدار بسیار اندکی به واقعیت درآمده‌است.
اینترنت سامانه‌ای جهانی از شبکه‌های رایانه‌ای به هم پیوسته‌است که از پروتکلِ «مجموعه پروتکل اینترنت» برای ارتباط با یکدیگر استفاده می‌کنند. به عبارت دیگر اینترنت، شبکهٔ شبکه‌ها است که از میلیون‌ها شبکه خصوصی، عمومی، دانشگاهی، تجاری و دولتی در اندازه‌های محلی و کوچک تا جهانی و بسیار بزرگ تشکیل شده‌است که با آرایه وسیعی از فناوری‌های الکترونیکی و نوری به هم متصل شده‌اند. اینترنت در برگیرنده منابع اطلاعاتی و خدمات گسترده‌ای است که برجسته‌ترین آن‌ها وب جهان‌گستر و رایانامه هستند.
سازمان‌ها، مراکز علمی و تحقیقاتی و موسسات متعدد، نیازمند دستیابی به شبکه اینترنت برای ایجاد یک وبگاه، دستیابی از راه دور وی‌پی‌ان، انجام تحقیقات یا استفاده از سیستم رایانامه، هستند. بسیاری از رسانه‌های ارتباطی سنتی مانند تلفن و تلویزیون نیز با استفاده از اینترنت تغییر شکل داده‌اند «اینترنت اشیاء» ویا دوباره تعریف شده‌اند و خدماتی جدید همچون صدا روی پروتکل اینترنت و تلویزیون پروتکل اینترنت ظهور کردند. انتشار روزنامه نیز به صورت وبگاه، خوراک وب و وب‌نوشت تغییر شکل داده‌است. اینترنت اشکال جدیدی از تعامل بین انسان‌ها را از طریق پیام‌رسانی فوری، تالار گفتگو و شبکه‌های اجتماعی به وجود آورده‌است.
در اینترنت هیچ نظارت مرکزی چه بر امور فنی و چه بر سیاست‌های دسترسی و استفاده وجود ندارد. هر شبکه تشکیل دهنده استانداردهای خود را تدوین می‌کند. تنها استثنا در این مورد دو فضای نام اصلی اینترنت، نشانی پروتکل اینترنت و سامانه نام دامنه است که توسط سازمانی به نام آیکان، راهبری می‌شوند. وظیفه پی بندی و استانداردسازی پروتکل‌های هسته‌ای اینترنت، پروتکل اینترنت نسخه ۴ و پروتکل اینترنت نسخه ۶ بر عهده گروه ویژه مهندسی اینترنت است که سازمانی بین‌المللی و غیرانتفاعی است و هر فردی می‌تواند در وظایفشان با آن مشارکت کند. تیم برنرز لی مخترع وب بود که در سال ۱۹۹۱ نخستین وب سایت را در شبکه قرار داد.
در دهه های اخیر دسترسی به اینترنت،در کشور های در حال توسعه بیشتر شده است. 

## واژه‌شناسی
در زبان انگلیسی، واژهٔ Internet هنگامی که به شبکه جهانی مبتنی بر پروتکل IP گفته می‌شود با حرف بزرگ در اول کلمه، نوشته می‌شود.
در رسانه‌ها فرهنگ عامه، گاه با اینترنت به صورت یک مقوله عمومی و مرسوم برخورد کرده و آن را با حرف تعریف و به صورت حروف کوچک می‌نگارند (the internet)

در برخی منابع بزرگ نوشتن حرف اول را به دلیل اسم بودن آن جایز می‌دانند نه برای صفت بودن این واژه.

واژهٔ لاتین the Internet چنانچه به شبکهٔ جهانی اینترنت اشاره کند، اسم خاص است و حرف اوّلش با حرف (I) بزرگ آغاز می‌شود. اگر حرف اوّل آن کوچک باشد می‌تواند به عنوان شکل کوچک شده کلمه Internetwork برداشت شود که به معنی شبکه شبکه‌ها است. واژه «ابر» نیز به صورت استعاری، به ویژه در ادبیات رایانش ابری و نرم‌افزار به عنوان سرویس، برای اشاره به اینترنت به کار می‌رود.

### اینترنت در برابر وب
غالباً در گفتگوهای روزمره از دو واژهٔ «وب» و «اینترنت»، به اشتباه، بدون تمایز زیادی استفاده می‌شود، اما این دو واژه معانی متفاوتی دارند. اینترنت یک سامانه ارتباطی جهانی برای داده‌ها، زیرساخت‌های نرم‌افزاری و سخت‌افزاری است که رایانه‌ها در سراسر جهان به یک‌دیگر متصل می‌سازد. در مقابل، وب یکی از خدماتی (سرویس) است که بر روی اینترنت ارائه می‌شود و برای ارتباط از شبکه اینترنت بهره می‌جوید.
وب مجموعه‌ای از نوشته‌های به هم پیوسته (web page) است که به کمک ابرپیوندها و نشانی وب (URL) به یکدیگر پیوند خورده‌اند.
اینترنت شامل سرویس‌های دیگر مانند رایانامه، انتقال فایل (پروتکل اف‌تی‌پی)، گروه خبری و بازی آنلاین است.

خدمات (سرویس)های یاد شده بر روی شبکه‌های مستقل و جدا از اینترنت نیز در دسترس هستند. اینترنت به عنوان لایه‌ای در بالای وب قرار گرفته و سطح بالاتری نسبت به آن قرار دارد.
وبگاه‌های پربازدیدتر در هر کشور برای حفظ یکنواختی تجربه کاربری نیاز به زیرساخت‌های فنی خاصی خواهند داشت و عدم وجود برخی زیرساخت‌ها یا تقاضا برای برخی خدمات وجود برخی زیرساخت‌های اینترنتی را کم‌تر می‌کند. به بیان دیگر اینترنت و وب با یکدیگر رابطه برساختی متقابل دارند.

## تاریخچه
اینترنت توسط مردی به نام رابرت تیلور، که برای «آژانس 'پروژه‌های' تحقیقاتی پیشرفته» (Advanced Research Projects Agency) وزارت دفاع آمریکا در شهر واشینگتن دی سی کار می‌کرد شروع شد. او سه رایانه در دفتر کارش داشت که هر یک به یکی از پروژه‌های متعدد ARPA در ماساچوست، لس آنجلس و منلوپارک وصل بود. تیلور از اینکه نمی‌توانست از طریق یک رایانه با هر سه پروژه ارتباط داشته باشد و از اینکه سه پروژه امکان ارتباط مستقیم با هم و درمیان گذاشتن اطلاعات با یکدیگر را نداشتند، خسته شده بود. راه حل تیلور برای این مسئله، که بعدها نخستین شبکه رایانه‌ها شد، آرپانت (ARPANET) نام داشت و نخستین مأموریت خود را در شب ۲۹ اکتبر ۱۹۶۹ (۱۳۴۸ ه‍.ش) به نتیجه رساند، زمانی که جی. سی کلایندر از دانشگاه کالیفرنیا در لس آنجلس پیام "lo" را به بیل دووال در منلوپارک فرستاد. این پیام قرار بود واژه "login" باشد، اما دستگاه بعد از دو حرف از کار افتاد و نتوانست کلمه را به‌طور کامل ارسال کند. البته کمتر از یک ساعت بعد آن‌ها توانستند پیام را به‌طور کامل ارسال کنند.
مبنای قابلیت‌های شبکه، وجود رایانه‌ها و استفاده از پردازشگرهای رمزگذار و رمزگشاست. وجود شبکه‌های مخابراتی که در ابتدا در قرن نوزدهم ایجاد شده بودند بنیانی مهم برای شکل‌گیری هر نوع شبکهٔ الکترونیکی محسوب می‌شدند و این پیشرفت‌ها با ایجاد نظریه اطلاعات در دهه ۱۹۴۰ تکمیل شدند و پیشرفت علم الکترونیک به کندی پیش می‌رفت. افتتاح پروژه اسپوتنیک توسط اتحاد جماهیر شوروی سوسیالیستی زنگ خطر را برای ایالات متحده به صدا درآورد تا با تأسیس آرپا یا مؤسسه پروژه‌های تحقیقاتی پیشرفته در سال ۱۹۵۸ (میلادی) پیشروی در زمینه فناوری را بازیابد. آرپا اداره فناوری پردازش اطلاعات (IPTO) را تأسیس نمود تا پروژه SAGE راکه برای نخستین بار سامانه‌های رادار سراسر کشور را با هم شبکه کرده بود پیشتر برد. هدف IPTO دست یافتن به راه‌هایی برای پاسخ به نگرانی ارتش آمریکا دربارهٔ قابلیت مقاومت شبکه‌های ارتباطیشان را پاسخ دهد، و به عنوان نخستین اقدام رایانه‌هایشان را در پنتاگون، کوه چاین و دفتر مرکزی فرماندهی راهبردی هوایی (SAC) را به یکدیگر متصل سازد. جی.سی. آر لیکلایدر که از ترویج کنندگان شبکه جهانی بود به مدیریت IPTO رسید. لیکلایدر در سال ۱۹۵۰ (میلادی) پس از علاقه‌مند شدن به فناوری اطلاعات از آزمایشگاه روان‌شناسی صدا در دانشگاه هاروارد به ام آی تی رفت. در ام آی تی او در کمیته‌ای مشغول به خدمت شد که آزمایشگاه لینکلن را تأسیس کرد و بر روی پروژه SAGE کار می‌کرد.
در سال ۱۹۵۷ (میلادی) او نایب رئیس شرکت بی بی ان (BBN) شد. در آنجا بود که نخستین محصول PDP-۱ را خرید و نخستین نمایش عمومی اشتراک زمانی را هدایت نمود.
در "IPTO" جانشین لیکلایدر ایوان ساترلند، در سال ۱۹۶۵ (میلادی)، لارنس رابرتس را بر آن گماشت که پروژه‌ای را برای ایجاد یک شبکه آغاز نماید و رابرتس پایه این فناوری را کار پل باران نهاد. پل باران مطالعه جامعی را برای نیروی هوایی ایالات متحده آمریکا منتشر کرده بود که در آن پیشنهاد داده بود که برای دستیابی به استحکام و مقاومت در برابر حوادث از راه‌گزینی بسته کوچک استفاده شود. رابرتس در آزمایشگاه لینکلن ام آی تی کار کرده بود که هدف اولیه از تأسیس آن، پروژه SAGE بود. لئونارد کلینراک استاد دانشگاه کالیفرنیا تئوری‌های زیربنایی شبکه‌های بسته را در سال ۱۹۶۲ (میلادی) و مسیریابی سلسله مراتبی را در سال ۱۹۶۷ (میلادی) ارائه کرده بود، مفاهیمی که زمینه‌ساز گسترش اینترنت به شکل امروزی آن شدند.
جانشین ساترلند، رابرت تیلور، رابرتس را قانع نمود که موفقیت‌های اولیه‌اش در زمینه راه‌گزینی بسته کوچک را گسترش دهد و بیاید و دانشمند ارشد IPTO شود. در آنجا رابرتس گزارشی با نام «شبکه‌های رایانه‌ای منابع مشترک» به تیلور داد، که در ژوئیه ۱۹۶۸ (میلادی) مورد تأیید او قرار گرفت و زمینه‌ساز آغاز کار آرپانت در سال بعد شد. پس از کار فراوان، سرانجام در ۲۹ اکتبر ۱۹۶۹ دو گره اول آنچه که بعدها آرپانت شد به هم متصل شدند. این اتصال بین مرکز سنجش شبکه کلینراک در دانشکده مهندسی و علوم کاربردی UCLA و سامانه NLS داگلاس انگلبرت در مؤسسه تحقیقاتی SRI International در پارک منلو در کالیفرنیا برقرار شد. سومین مکان در آرپانت مرکز ریاضیات تعاملی Culler-Fried در دانشگاه کالیفرنیا، سانتا باربارا بود و چهارمی دپارتمان گرافیک دانشگاه یوتا بود. تا پایان سال ۱۹۷۹ (میلادی) پانزده مکان مختلف به آرپانت جوان پیوسته بودند که پیام‌آور رشدی سریع بود.
آرپانت تنها یکی از اجداد اینترنت امروزی بود. در تلاشی جداگانه، دونالد دیویز نیز، در آزمایشگاه ملی فیزیک انگلیس مفهوم راه‌گزینی بسته کوچک را کشف کرده بود. او نخستین بار آن را در ۱۹۶۵ (میلادی) مطرح نمود. کلمات بسته و راهگزینی بسته در واقع توسط او ابداع شدند و بعدها توسط استانداردها پذیرفته و به کار گرفته شدند. دیویز همچنین یک شبکه راهگزینی بسته به نام Mark I در سال ۱۹۷۰ (میلادی) در انگلستان ساخته بود.
به دنبال نمایش موفق راهگزینی بسته در آرپانت(ARPANET)؛ در سال ۱۹۷۸، اداره پست بریتانیا، Telenet, DATAPACوTRANSPAC با یکدیگر همکاری را برای به وجود آوردن نخستین سرویس شبکه راهگزینی بسته خود آغاز نمودند. در بریتانیا این شبکه به نام سرویس بین‌المللی راهگزینی بسته (به انگلیسی: International Packet Switched Service) خوانده می‌شد. مجموعه شبکه‌های X.۲۵ از اروپا و آمریکا گسترش یافت و تا سال ۱۹۸۱ کانادا، هنگ کنگ و استرالیا ر دربر گرفته بود. استانداردهای راهگزینی بسته X.۲۵ را «کمیته مشاوره بین‌المللی تلگراف و تلفن (CCITT)» - که امروزه به نام ITU-T خوانده می‌شود- حول و حوش سال ۱۹۷۶ تدوین نمود.
X.۲۵ از پروتکل‌های TCP/IP مستقل بود. این پروتکل‌ها حاصل کار تجربی DARPA در آرپانت، شبکه رادیویی بسته و شبکه ماهواره‌ای بسته بودند.
آرپانت اولیه بر روی برنامه کنترل شبکه (NCP) (به انگلیسی: Network Control Program) کارمی‌کرد، استانداردی که در دسامبر ۱۹۷۰ توسط تیمی به نام «گروه کاری شبکه(NWG)» به مدیریت استیو کراکر (به انگلیسی: Steve Crocker) طراحی و پیاده‌سازی شد. برای پاسخگویی به رشد سریع شبکه که مرتباً مکان‌های بیشتری بدان متصل می‌شد، وینتون سرف (به انگلیسی: Vinton Cerf) و باب کان (به انگلیسی: Bob Kahn) نخستین توصیف پروتکل‌های TCP را که امروزه به گستردگی استفاده می‌شوند در خلال سال ۱۹۷۳ ارائه دادند و در مه ۱۹۷۴ مقاله‌ای در این باب منتشر نمودند. به کاربردن واژه اینترنت
برای توصیف یک شبکه TCP/IP یکتای جهانی از دسامبر ۱۹۷۴ با انتشار RFC ۶۷۵ آغاز شد. این RFC نخستین توصیف کامل مشخصات TCP بود که توسط وینتون سرف، یوگن دالال و کارل سانشاین در آن زمان در دانشکاه استانفورد نوشته شد. در خلال نه سال بعدی کار تا آنجا پیش رفت که پروتکل‌ها تصحیح شدندو بر روی بسیاری از سیستم‌های عامل پیاده‌سازی شدند. نخستین شبکه برپایه بسته پروتکل اینترنت(TCP/IP) از اول ژانویه ۱۹۸۳ وقتی که همه ایستگاه‌های متصل به آرپا پروتکل‌های قدیمی NCP را با TCP/IP جایگزین کردند، شروع به کار نمود. در سال ۱۹۸۵ بنیاد ملی علوم آمریکا(NFS) مأموریت ساخت NFSNET - یک ستون فقرات (Network Backbone) دانشگاهی با سرعت ۵۶ کیلوبیت بر ثانیه(Kbps) - با استفاده از رایانه‌های «مسیریاب فازبال» (به انگلیسی: Fuzzball router) را به مخترع این رایانه‌ها، دیوید ال. میلز (به انگلیسی: David L. Mills) سپرد. یک سال بعد NFS تبدیل به شبکه پرسرعت تر ۱٫۵ مگابیت بر ثانیه (Mbps) را نیز پشتیبانی می‌کرد. دنیس جنینگ، مسئول برنامهٔ ابررایانه در NFS تصمیمی کلیدی دربارهٔ استفاده از پروتکل‌های TCP/IP ارائه شده توسط DARPA گرفت.
گشایش شبکه به دنیای تجاری در سال ۱۹۸۸ آغاز شد. شورای شبکه بندی فدرال ایالات متحده در آن سال با اتصال NFSNET به سامانه تجاری پست MCI موافقت نمود و این اتصال در تابستان ۱۹۸۹ برقرارشد. سایر خدمات پست الکترونیکی تجاری (مانند OnTyme,Compuserve,Telemail) نیز به زودی متصل شدند. در آن سال سه ارائه دهندهٔ سرویس اینترنت (ISP) به وجود آمدند: UUNET, PSINet, CERFNET. شبکه‌های جدای مهمی که دروازه‌هایی به سوی اینترنت (که خود بعداً جزئی از آن شدند) می‌گشودند عبارت بودند از: یوزنت، بیت‌نت بسیاری از شبکه‌های متنوع تجاری و آموزشی دیگر همچون Telenet, Tymnet, Compuserve و JANET نیز به اینترنت در حال رشد پیوستند. Telenet - که بعدها Sprintnet نامیده شد - یک شبکه رایانه‌ای ملی خصوصی بود که از ۱۹۷۰ کار خود را آغاز کرده بود و امکان '''دسترسی''' با شماره‌گیری (به انگلیسی: Dial-up Access) را به صورت رایگان در شهرهایی در سراسر آمریکا فراهم ساخته بود.
این شبکه سرانجام در دهه ۱۹۸۰، با محبوبیت روزافزون TCP/IP به سایرین متصل شد. قابلیت TCP/IP برای کار با هر نوع شبکه ارتباطی از پیش موجود، سبب رشد آسان‌تر آن می‌گشت؛ اگر چه که رشد سریع اینترنت در وهله اول ناشی از در دسترس بودن مسیریاب‌های استاندارد تجاری از طرف بسیاری از شرکتها، در دسترس بودن تجهیزات تجاری اترنت (به انگلیسی: Ethernet) برای ساخت شبکه‌های محلی و پیاده‌سازی‌های گسترده و استانداردسازی TCP/IP در یونیکس (به انگلیسی: Unix) و بسیاری سیستم عامل‌های دیگر بود.

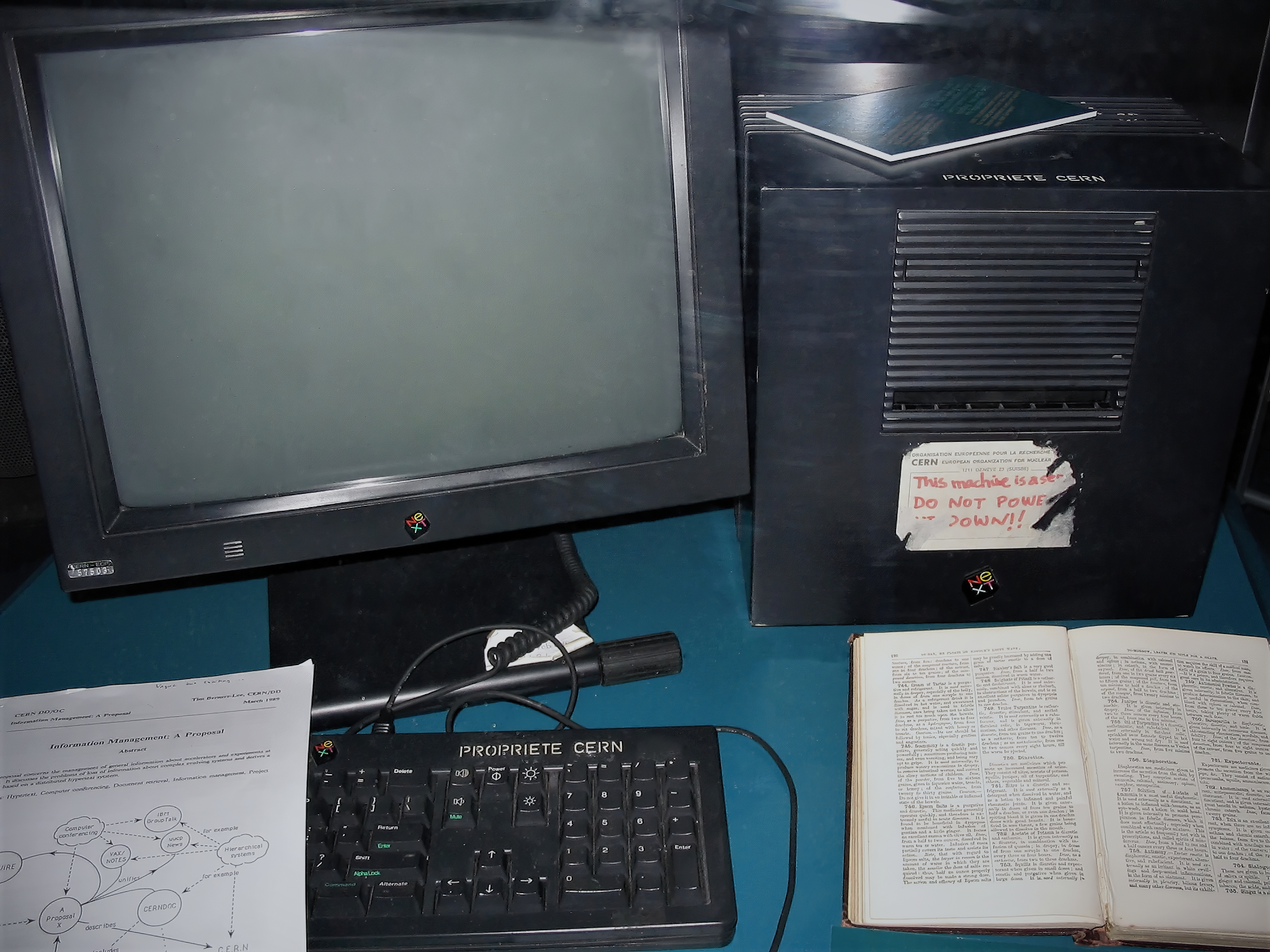
این رایانه نکست توسط تیم برنرز لی در سرن به عنوان نخستین وب سرور دنیا استفاده شد.

اگرچه بسیاری از کاربردها و رهنمودهایی که اینترنت را ممکن ساخت به مدت تقریباً دو دهه وجود داشتند، اما این شبکه تا دهه ۱۹۹۰ هنوز چهره‌ای همگانی نداشت. در ششم اوت ۱۹۹۱، سرن - سازمان اروپایی پژوهش دربارهٔ ذرات - پروژه وب جهان گستر(World Wide Web) را به اطلاع عموم رساند. وب توسط دانشمندی انگلیسی به نام تیم برنرز لی(به انگلیسی: Sir Tim Berners-Lee) در سال ۱۹۸۹ اختراع شد. یکی از مرورگرهای وب محبوب اولیه ViolaWWW بود که از روی هایپرکارت الگوبرداری شده بود و از سامانه پنجره ایکس(به انگلیسی: X Window System) استفاده می‌کرد. سرانجام این مرورگر جای خود را در محبوبیت به مرورگرموزاییک (به انگلیسی: Mosaic) داد. در سال ۱۹۹۳ مرکزملی کاربردهای ابررایانش آمریکا (به انگلیسی: National Center for Supercomputing Applications) دردانشگاه ایلینوی نخستین نسخه از موزاییک را منتشر کرد و تا اواخر سال ۱۹۹۴ علاقه عمومی به اینترنتی که پیش از این آموزشی و تخصصی بود، گسترش فراوانی یافته بود. در سال ۱۹۹۶ استفاده از واژه اینترنت معمول شد و مجازا برای اشاره به وب هم استفاده شد.
در هنگام، در گذر این دهه، اینترنت بسیاری از شبکه‌های رایانه‌ای عمومی از پیش موجود را در خود جا داد (اگر چه برخی مثل FidoNet همچنان جدا ماندند). آنچنانکه تخمین زده شده‌است، در دهه ۹۰ در هرسال اینترنت رشدی صددرصدی نسبت به سال قبل خود داشته‌است و در سال‌های ۱۹۹۶و۱۹۹۷ نیز دوره‌های کوتاهی از رشد انفجاری داشته‌است. این میزان رشد به خصوصیت عدم کنترل مرکزی اینترنت که امکان رشد اندامی شبکه را فراهم می‌سازد نسبت داده‌اند و همچنین به ماهیت باز و غیراختصاصی پروتکل‌های اینترنت که امکان برقراری سازگاری و همکاری میان فروشندگان مختلف و عدم توانایی یک شرکت برای اعمال کنترل بیش از حد بر روی شبکه را سبب می‌شود. جمعیت تخمینی کاربران اینترنت مطابق آمار سی ام ژوئیه ۲۰۰۹، ۱٫۶۷ میلیارد نفراست.

## فناوری

### پروتکل‌ها
زیرساخت ارتباطی پیچیدهٔ اینترنت، از اجزای سخت‌افزاری به همراه سامانه‌ای از لایه‌های نرم‌افزاری که جنبه‌های مختلفی از معماری آن را کنترل می‌کنند تشکیل شده‌است. از آنجا که سخت‌افزار اینترنت را غالباً می‌توان برای پشتیبانی از هر سامانه نرم‌افزاری دیگری استفاده کرد، اینترنت ویژگی‌هایش را مرهون طراحی معماری نرم‌افزار و پروسه استانداردسازی قوی این معماری است که زیربنای مقیاس‌پذیری و موفقیت آن را می‌سازد. مسئولیت طراحی معماری سامانه‌های نرم‌افزاری اینترنت بر عهده گروه ویژه مهندسی اینترنت (IETF) گذارده شده‌است. IETF گروه‌های کاری استانداردگذاری را در ارتباط با جنبه‌های مختلف معماری اینترنت مدیریت می‌کند که به روی هر فردی باز هستند. بحث‌های حاصل و استانداردهای نهایی در قالب اسنادی به نام درخواست نظر (RFC) (به انگلیسی: Request for Comments) منتشر می‌شوند که به رایگان در وبگاه IETF فابل دسترسی هستند. روش‌های اصلی شبکه بندی که اینترنت را راه می‌اندازند در RFCهایی می‌آیند که به‌طور ویژه‌ای متمایز شده‌اند و استانداردهای اینترنت را تشکیل می‌دهند. سایر اسناد ضعیف تر اسناد اطلاع‌رسانی، آزمایشی و تاریخی هستند یا اسنادی اند که بهترین شیوه‌های رایج در پیاده‌سازی فناوری‌های اینترنت را بیان می‌کنند.
استانداردهای اینترنت چارچوبی را مشخص می‌کنند که به نام بسته پروتکل اینترنت شناخته می‌شود. این بسته یک مدل معماری است که روش‌ها را به سامانه لایه بندی شده‌ای از پروتکل‌ها تقسیم می‌کند. (RFC 1122, RFC 1123)
هر لایه با محیطی متناظر است که سرویس‌هایی که ارائه می‌دهد در آن محیط یا حوزه عمل می‌کنند. بالاترین لایه، لایه کاربرد (به انگلیسی: Application Layer)، فضایی است برای شیوه‌های شبکه بندی مخصوص برنامه‌های کاربردی که مورد استفاده نرم‌افزارهای کاربردی قرار می‌گیرد، به عنوان مثال یک مرورگر وب. در زیر این لایه لایه انتقال (به انگلیسی: Transport Layer) قرار دارد که برنامه‌های کاربردی را در «میزبان‌های متفاوت» از طریق شبکه با شیوه‌های مناسب مبادله داده به یکدیگر مرتبط می‌سازد (به عنوان مثال مدل کارخواه-کارساز). در زیر این لایه‌ها فناوری‌های شبکه بندی اساسی در قالب دو لایه قراردارند. لایه اینترنت از طریق نشانی پروتکل اینترنت (آدرس IP) این قابلیت را به رایانه‌ها می‌دهد که یکدیگر را شناسایی کنند و مکان یکدیگر را بیایند و به آن‌ها اجازه می‌دهد که از طریق شبکه‌های ترانزیت میانی به هم متصل شوند. درآخر زیر همه لایه‌ها یک لایه نرم‌افزاری به نام لایه پیوند قرارمی گیرد که اتصال بین میزبانهایی که در یک شبکه محلی قرار دارند ویا از طریق اتصال شماره‌گیری(Dial-up Connection) را به وجود می‌آورد. این مدل که به نام مجموعه پروتکل اینترنت خوانده می‌شود به گونه‌ای طراحی شده‌است که از سخت‌افزاری که بر روی آن کار می‌کند مستقل باشد و به جزئیات سخت‌افزاری نمی‌پردازد. مدل‌های دیگری نیز علاوه بر این مدل به وجود آمدند (مثل مدل مرجع OSI) که اگرچه شباهت‌های زیادی با هم دارند، اما نه از لحاظ جزئیات توصیفی و نه از نظر پیاده‌سازی با هم سازگار نیستند.
برجسته‌ترین جزء مدل اینترنت پروتکل اینترنت(IP) است که یک سیستم آدرس‌دهی (آدرس‌های IP) برای رایانه‌های متصل به اینترنت را فراهم می‌آورد. IP نسخه ۴، نسخه ابتدایی آن بود که در نسل اول اینترنت امروزی بکار گرفته شد و هنوز هم کاربرد عمده دارد. این نسخه به گونه‌ای طراحی شده بود که ۴٫۳~ میلیارد (۱۰۹) میزبان اینترنت را آدرس‌دهی کند. اما رشد انفجاری اینترنت منجر به اتمام آدرسهای IP شد و گمان می‌رود که تقریباً در ۲۰۱۱ به مرحله پایانی اش برسد. در اواسط دهه ۹۰ نسخه جدید این پروتکل، ipv6 با قابلیت آدرس‌دهی بسیار بیشتر و مسیر یابی کارآمد تر ترافیک اینترنت به وجود آمد. این نسخه هم‌اکنون در مرحله بکارگیری تجاری در سراسر دنیا به سر می‌برد و دفاتر ثبت منطقه‌ای اینترنت (RIR) (به انگلیسی: Regional Internet Registry) به تمام مدیران منابع اصرار می‌کنند که برای پذیرش نسخه جدید و تغییر، برنامه‌ریزی کنند.
IPv۶ با IPv۴ هم‌کنش‌پذیر (Interoperable) نیست و در واقع نسخه‌ای موازی از اینترنت ایجاد می‌کند که در دسترس نرم‌افزارهای سازگار با IPv۴ نمی‌باشد. این بدین معنی است که ارتقای نرم‌افزار یا استفاده از امکانات ترجمه برای همه دستگاه‌های شبکه که بخواهند بر روی اینترنت IPv۶ ارتباط برقرار کنند، امری ضروری است. اکثر سیستم عامل‌های مدرن امروزی به گونه‌ای تغییر داده شده‌اند که از هر دو نسخه IP پشتیبانی کنند، اما زیرساختهای شبکه هنوز از این قافله عقب هستند.

### ساختار
ساختار اینترنت و خصوصیات کاربرد آن به گستردگی مورد مطالعه قرارگرفته‌است. این مشخص شده‌است که ساختار مسیردهی پروتکل اینترنت(IP) و پیوندهای ابرمتن وب جهان گستر، هردو شبکه‌های مقیاس-آزاد هستند. شبیه به شیوه ارائه دهندگان تجاری اینترنت(ISP) که از طریق نقاط تبادل اینترنت(IXP) (به انگلیسی: Internet Exchange Point) به هم وصل می‌شوند، شبکه‌های پژوهشی نیز تمایل دارند که در شکل زیرشبکه‌های بزرگی مانند GEANT، گلوریاد، اینترنت۲ و JANET (شبکه آکادمی علوم و تحقیقات بریتانیا)، به هم متصل شوند. این زیر شبکه‌ها به نوبه خود پیرامون شبکه‌های کوچکتری پدید آمده‌اند.
بسیاری از دانشمندان علوم رایانه اینترنت را نمونه برجسته‌ای از یک سیستم بزرگ بسیار مهندسی شده و هنوز بسیار پیچیده توصیف می‌کنند. اینترنت به شدت ناهمگن است؛ مثلاً نرخ‌های انتفال داده و ویژگی‌های فیزیکی اتصالات بسیار تغییر می‌کند. اصول مسیریابی و آدرس‌دهی ترافیک در اینترنت به خاستگاه آن در سال ۱۹۶۰ بر می‌گردد که اندازه و محبوبیت آینده اینترنت قابل پیش‌بینی نبود، از این رو امکان ایجاد ساختارهای دیگر در دست بررسی است.

## حاکمیت

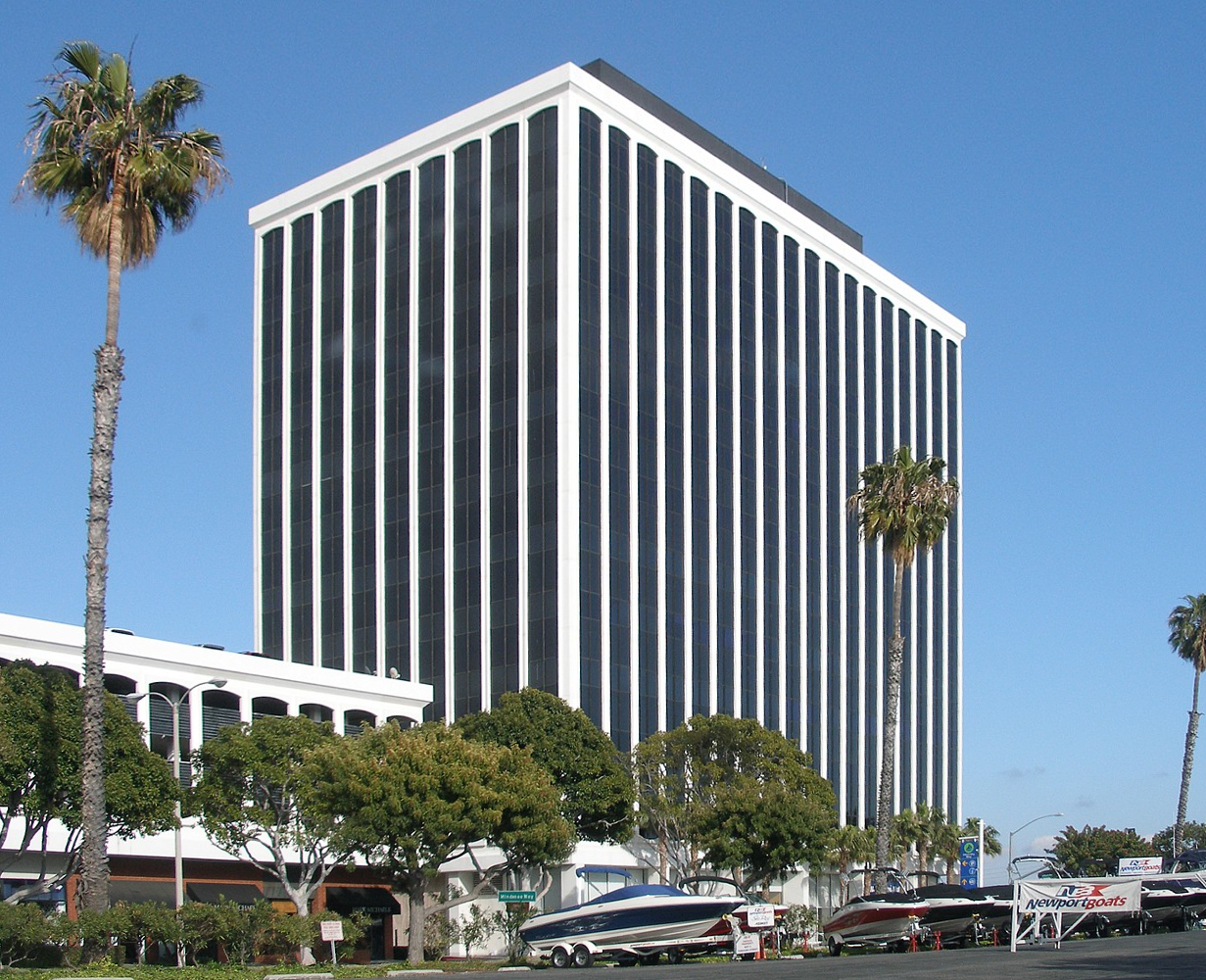
دفتر مرکزی ICANN در درمارینا دل ری، کالیفرنیا در آمریکا

اینترنت یک شبکه جهانی توزیع شده‌است که شبکه‌های خودمختار به انتخاب خود به آن پیوسته‌اند و بدون هیچ بدنهٔ مرکزی فرماندهی کار می‌کند. اما برای حفظ هم‌کنش‌پذیری آن جنبه‌های فنی و سیاست‌های زیر ساخت پایهٔ آن و همچنین فضاهای نام اصلی آن توسط بنگاه اینترنتی نامها و شماره‌های تخصیص داده شده(به انگلیسی: Internet Corporation for Assigned Names and Numbers) (ICANN) اداره می‌شوند که مقر اصلی آن در مارینا دل ری، کالیفرنیا قرار دارد. ICANN مرجعی است که به هماهنگ‌سازی تخصیص شناسه‌های یکتا برای استفاده در اینترنت می‌پردازد. این شناسه‌ها شامل نامهای دامنه، نشانی‌های IP، شماره پورت‌های برنامه‌ها در لایه انتقال و بسیاری از پارامترهای دیگر می‌شود. فضاهای نام یکتای جهانی که در آن نام‌ها و شماره‌ها به صورتی تخصیص داده می‌شوند که مقادیر یکتا باشند، برای دسترسی جهانی به اینترنت ضروری هستند. ICANN توسط یک هیئت مدیره بین‌المللی که از بین انجمن‌های فنی، آکادمیک و سایر انجمن‌های غیر تجاری اینترنت انتخاب می‌شود. دولت آمریکا همچنان نقش اولیه را در تأیید تغییرات در حوزه ریشه سامانه نام دامنه (به انگلیسی: DNS root zone) که قلب سامانه نام دامنه (DNS) را تشکیل می‌دهد. نقش ICANN در هماهنگی تخصیص شناسه‌های یکتا، آن را به عنوان تنها پیکره هماهنگ‌سازی در شبکه جهانی اینترنت متمایز می‌سازد. در ۱۶ نوامبر ۲۰۰۵ نشست جهانی دربارهٔ جامعه اطلاعاتی که در تونس برگزار شد انجمن حاکمیت اینترنت (IGF) را تأسیس کردند تا به مسایل مرتبط با اینترنت بپردازد.

## کاربردهای امروزی
اینترنت انعطاف‌پذیری بیشتری را دربارهٔ ساعت‌های کاری و موقعیت جغرافیایی فراهم می‌سازد به ویژه با گسترش اتصال‌های پرسرعت و نرم‌افزارهای کاربردی وب. امروزه اینترنت تقریباً از همه جا و به طرق مختلفی قابل دسترسی است، به ویژه از طریق دستگاه‌های متحرک اینترنتی (Mobile Internet Device)، تلفن همراه، جعبه‌های بازی دستی(Handheld Game Console) و مسیریاب‌های سلولی (Cellular Routers) که به کاربران اجازه می‌دهد که هرکجا شبکه‌های بی‌سیم وجود دارد به اینترنت متصل شوند. با وجود محدودیت اندازه صفحه کوچک دستگاه‌های جیبی، خدمات اینترنت مانند وب و پست الکترونیک قابل استفاده‌اند. اینترنت همچنین بازار بزرگی برای شرکت‌ها شده‌است. برخی از بزرگ‌ترین شرکت‌های دنیا با بهره‌گیری از ماهیت کم هزینه تبلیغات و داد و ستد اینترنتی (که به داد و ستد الکترونیک(E-Commerce) مشهور است) بزرگ شده‌اند. این سریعترین راه برای انتشار هم‌زمان اطلاعات بین افراد متعدد است. اینترنت متعاقباً راه و رسم خریدکردن را نیز متحول ساخته‌است. به عنوان مثال یک فرد می‌توانند کالایی مانند یک لوح فشرده (CD) را به صورت برخط(Online) سفارش داده و ظرف چند روز آن را از طریق پست دریافت کند یا مستقیماً آن را در رایانه‌اش بارگیری(Download) نماید. اینترنت همچنین امکانات بزرگی برای بازاریابی شخصی (Personalized Marketing) به ارمغان می‌آورد و بیشتر از هر رسانه تبلیغاتی دیگری به یک شرکت امکان تبلیغ خصوصی محصول برای یک فرد یا گروهی از افراد را می‌دهد. از نمونه‌های بازاریابی شخصی می‌توان به اجتماعات برخطی (آنلاینی) چون Facebook, Orkut, Twitter, Friendster, Myspace و مشابه آن‌ها اشاره کرد که هزاران کاربر به عضویت آن‌ها در می‌آیند تا خود را تبلیغ کنند و به صورت برخط دوست بیابند. بسیاری از آن‌ها نوجوانان و جوانان بین ۱۳ تا ۲۵ سال هستند. وقتی که آن‌ها خود را تبلیغ می‌کنند، علایق و سرگرمی‌های خود را نیز تبلیغ می‌نمایند و شرکت‌های بازاریابی برخط(Online Marketing) نیز از آن سود می‌جویند تا به اطلاعاتی دربارهٔ اینکه هریک از این کاربران معمولاً جه کالاهایی را به صورت بر خط می‌خرند، دست یابند و محصولات شرکت خود را برای کاربران مورد نظرشان تبلیغ کنند.
به اشتراک‌گذاری آنی و کم هزینه ایده‌ها، دانش و مهارت‌ها، با کمک نرم‌افزارهای تشریک مساعی (Collaborative Software) کارهای مشارکتی را بسیار آسان‌تر نموده‌است. گروه‌ها نه تنها می‌توانند به ارزانی ارتباط برقرار کنند و ایده‌ها را به اشتراک بگذارند، بلکه در وهله اول به دلیل دسترسی بسیار گسترده اینترنت تشکیل گروه‌ها آسان‌تر می‌شود. مثالی از این موضوع، جنبش نرم‌افزار آزاد است که محصولاتی چون لینوکس، فایرفاکس موزیلا و اپن‌آفیس به وجود آورد. «گپ» اینترنتی چه به شکل اتاق‌های گپ آی‌آرسی و چه به شکل پیام‌رسانی فوری (Instant Messaging) به همکاران اجازه می‌دهد که به راحتی ضمن کار کردن پشت رایانه‌هایشان با یکدیگر در تماس باشند. پیام‌ها حتی راحت‌تر و سریعتر از سیستم پست الکترونیکی مبادله می‌شوند. این سیستم‌ها می‌توانند به گونه‌ای توسعه یابند که امکان مبادله فایل یا تماس تصویری را نیز به کاربران ارائه دهند. (مانند Yahoo Messenger)
سیستم‌های کنترل نسخه (Version Control) به گروه‌های همکاری‌کننده اجازه می‌دهد که بر روی اسناد اشتراکی کار کنند، بدون اینکه تصادفاً کار یکدیگر را رونویسی کنند یا منتظر رسیدن اسناد به دستشان باشند تا بتوانند کار خود را بر روی اسناد انجام دهند. تیم‌های تجاری و پرژه‌ای می‌توانند تقویم‌ها را نیز در کنار اسناد و اطلاعات به اشتراک بگذارند. چنین هماهنگی‌هایی در طیف وسیعی از موضوعات مانند پژوهش‌های علمی، تولید نرم‌افزار، برنامه‌ریزی کنفرانس و فعالیت‌های سیاسی صورت می‌گیرد. همکاری‌های سیاسی و اجتماعی با گسترش دسترسی به اینترنت و افزایش سوادرایانه‌ای افزایش می‌یابد. از رویدادهای فلش ماب در اوایل ۲۰۰۰ تا استفاده از شبکه‌های اجتماعی در اعتراضات به انتخابات ۲۰۰۹ در ایران. اینترنت به افراد این امکان را می‌دهد که به طرز بسیار مؤثر تری از هر روش دیگری با هم کار کنند.
اینترنت امکان دسترسی از راه دور به رایانه‌های دیگر و انباره‌های اطلاعات در هرجای دنیا که باشند را به کاربران رایانه می‌دهد. آن‌ها می‌توانند برای این کار، در صورت نیاز، از فناوری‌های امنیتی، رمزنگاری و احراز هویت نیز استفاده کنند؛ مثلاً یک حسابدار که در منزل خود نشسته‌است می‌تواند حسابرسی دفاتر شرکتی را که در کشور دیگری قرار دارد، بر روی سروری که در کشور سومی قرار گرفته و توسط متخصصینی در کشور چهارم نگهداری می‌شود، انجام دهد ویا یک کارمند اداره می‌تواند در هر جای دنیا که باشدمی تواند یک نشست میزکاردور (Remote Desktop) را از طریق اینترنت و یک شبکه خصوصی مجازی (VPN) ایمن به رایانه‌اش در اداره باز کند.

## خدمات

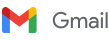
لوگوی Gmail

اینترنت خدمات شبکه‌ای بسیاری ارائه می‌دهد که بسیاری از آن‌ها در قالب اپ موبایل هستند مثل رسانه‌های اجتماعی، وب جهان‌گستر، ایمیل، تلگرام و واتساپ و اینستاگرام، بازی‌های ویدئویی چندنفره، صدا روی پروتکل اینترنت، اشتراک پرونده.

### اطلاعات
بسیاری از افراد واژه‌های «اینترنت» و «وب جهان گستر» (یا به صورت کوتاه «وب») را به جای هم بکار می‌برند، حال آنکه این دو واژه معناهای متفاوتی دارند. وب جهان گستر مجموعه‌ای جهانی از اسناد و تصاویر و سایر منابعی است که به وسیله ابرپیوندها با یکدیگر ارتباط منطقی دارند و با استفاده از شناسه‌های منبع یکنواخت یا به اختصار URI مورد مراجعه قرار می‌گیرند. URIها به ارائه دهندگان اجازه می‌دهد که سرویس‌ها و مشتریان را به صورت سمبولیک مشخص نمایند. تا مکان‌یابی و آدرس‌دهی وب سرورها، سرورهای پرونده و سایر پایگاه داده‌هایی که اسناد را ذخیره می‌کنند و همچنین عرضه دسترسی به منابع از طریق پروتکل HTTP، اصلی‌ترین پروتکل حامل وب، را ممکن سازند. HTTP تنها یک از صدها پروتکلی است که روی وب استفاده می‌شود. وب سرویسها نیز می‌توانند از این پروتکل برای ارتباط استفاده کنند.
مرورگرهای وب جهان گستر مثل اینترنت اکسپلورر مایکروسافت، فایرفاکس، اپرا، سافاری و گوگل کروم با استفاده از ابر پیوندهای تعبیه شده درون صفحات، به کاربران امکان می‌دهند از یک صفحه وب به صفحه دیگر گردش کنند. این اسناد ممکن است ترکیبی از داده‌های رایانه‌ای شامل گرافیک، صدا، متن ساده، ویدئو، چندرسانه‌ای و محتوای تعاملی شامل بازی، برنامه‌های اداری و نمایش‌های علمی باشد. از راه پژوهشهای اینترنتی برپایه جستجوی کلیدواژهها با استفاده از موتورهای جستجوی وب مثل یاهو و گوگل کاربران می‌توانند به سرعت و سادگی به حجم گسترده و متنوع اطلاعات بر خط دسترسی داشته باشند. در مقایسه با دانشنامههای چاپی و کتابخانههای سنتی، وب جهان گستر امکان عدم تمرکز اطلاعات را فراهم ساخته‌است. وب همچنین به افراد و سازمان‌ها توانایی انتشار ایده‌ها و افکارشان را برای شمار بسیاری از مخاطبین بالقوه با هزینه و تأخیر زمانی کمینه می‌دهد. انتشار یک صفحه وب، وب نوشت، یا ساخت یک وبگاه هزینه اولیه بسیار پایینی دارد و سرویس‌های رایگان نیز وجود دارند، هرچندکه انتشار و نگهداری وبگاه‌های بزرگ و حرفه‌ای بااطلاعات جذاب، متنوع و به روز هنوز مشکل و پرهزینه‌است. بسیاری از افراد، شرکت‌ها و گروه‌ها از وب نوشت‌ها که به گستردگی برای یادداشت‌های روزانه به‌روز شدنی به کارمی روند نیز استفاده می‌کنند. برخی از سازمان‌های تجاری کارکنان خود کارکنان خود را تشویق می‌کنند که در حوزه تخصص خود توصیه‌هایی را در وبگاه ارائه دهند، به این امید که با دانش تخصصی و اطلاعات رایگان، بازدیدکنندگان را تحت تأثیر قراردهند و به شرکت خود جذب کنند. نمونه این روش در مایکروسافت دیده می‌شود که نرم‌افزارنویسان این شرکت، وب نوشت‌های شخصی خود را منتشر می‌کنند تا علاقه عمومی را نسبت به کارشان بینگیزند.
تبلیغ برخط در صفحات وب پربیننده می‌تواند سود زیادی دربرداشته باشد. داد و ستد الکترونیک یا فروش محصولات مستقیماً از طریق وب نیز به رشد خود ادامه می‌دهد. در روزهای نخست وب، وبگاه‌ها تنها مجموعه‌ای از پرونده‌های متنی اچ تی ام‌ال (HTML) کامل شده و منزوی بود که بر روی وب سرورها ذخیره می‌شدند. به تازگی وبگاه‌ها توسط نرم‌افزارهای مدیریت محتوا و ویکی و با محتوای اولیه اندک ساخته می‌شوند. مشارکت کنندگان سیستم پایگاه داده‌های اصلی را توسط صفحات ویرایشگری که به همین منظور ساخته شده‌اند با محتوای مورد نظر پر می‌کنند، حال آنکه بازدیدکنندگان تنها شکل نهایی HTML صفحات را می‌بینند. پروسه گرفتن محتوای جدید و دردسترس قرار دادن آن برای بازدیدکنندگان مورد نظر ممکن است شامل سیستم‌های سردبیری، تأییدی و امنیتی باشد.

### ارتباط
پست الکترونیک یکی از سرویس‌های ارتباطی مهم در دسترس بر روی اینترنت است. مفهوم فرستادن پیام‌های متنی الکترونیکی که به گونه‌ای به نامه‌ها و یادداشت‌های پستی می‌ماند، قدمتی بیش از اینترنت دارد. امروزه یکی از مسایلی که می‌تواند حائز اهمیت باشد درک تفاوت بین پست الکترونیک اینترنتی و سامانه‌های پست الکترونیکی داخلی است. یک نامه الکترونیکی اینترنتی ممکن است از شبکه‌های مختلفی عبور کند و بر روی ماشین‌های مختلفی به صورت رمزنشده ذخیره شود که از کنترل فرستنده و گیرنده نامه کاملاً خارج‌اند. در این مدت کاملاً امکانپذیر است که این نامه توسط اشخاص ثالثی محتوای آن خوانده یا حتی دستکاری شود. سامانه‌های پست الکترونیکی کاملاً داخلی که در آن نامه‌ها هرگز از محدوده شبکه داخلی سازمان خارج نمی‌شوند بسیار ایمن تر هستند، هر چند که در هر سازمانی کارکنان فناوری اطلاعات یا پرسنل دیگری هستند که شغلشان در ارتباط با نظارت و گاهی دسترسی به نامه‌های دیگران است. تصاویر و اسناد و سایر پرونده‌ها نیز می‌تواند به صورت پیوست نامه الکترونیک فرستاده شود. نامه‌های الکترونیکی را می‌توان به چندین نشانی پست الکترونیکی رونوشت نمود.
تلفن اینترنتی نیز سرویس ارتباطی دیگری است که با پیدایش اینترنت امکانپذیر شد. صدا روی پروتکل اینترنت (VoIP) نام پروتکلی است که زیر بنای همه ارتباطات تلفنی اینترنتی است. ایده آن در اوایل دهه ۱۹۹۰ همراه با برنامه‌های واکی-تاکی گونه برای رایانه‌های شخصی ظهور کرد. در سال‌های اخیر سیستم‌های VoIP سادگی استفاده و راحتی تلفن‌های معمولی را پیدا کرده‌اند. فایده این کار ان است که چون ترافیک صدا را اینترنت حمل می‌کند، VoIP هزینه بسیار کمی دارد و حتی می‌تواند رایگان باشد. به ویژه برای آن دسته از اتصالات اینترنت که همیشه برقرارند (مانند مودم کابلی یا خط اشتراک دیجیتال نامتقارن) گزینه مناسبی است. VoIP در حال پخته شدن و تبدیل شدن به رقیب جایگزینی برای سیستم‌های تلفن سنتی است. هم‌کنش‌پذیری بین عرضه‌کنندگان مختلف بهبود یافته و امکان برقراری یا در یافت تماس با تلفن‌های معمولی نیز به وجود آمده‌است. کارت‌های شبکه ساده و ارزان VoIP نیز در دسترس هستند که نیاز به وجود رایانه برای استفاده از VoIPرا ازبین می‌برند.
کیفیت صدا از یک تماس تا تماس دیگر تغییر می‌کند، اما غالباً کیفیت برابر یا بهتر از تلفن معمولی است. مشکلاتی که برای VoIP باقی می‌مانند، گرفتن شماره تلفن‌های اضطراری و قابلیت اطمینان است. امروزه تعدادی از ارائه دهندگان VoIP سرویس شماره‌های اضطراری را ارائه می‌دهند اما هنوز به صورت جهانی در دسترس نیست. تلفن‌های سنتی انرژی را از خط تلفن می‌گیرند و در صورت قطع برق می‌توانند همچنان عمل کنند. برای VoIP این امکان بدون استفاده از منبع تغذیه پشتیبان برای تغذیه تجهیزات تلفن و دسترسی به اینترنت، وجود ندارد. VoIP همچنین محبوبیت روزافزونی بین علاقه‌مندان بازی‌های رایانه‌ای به عنوان شکلی از ارتباط بین بازیکنان می‌یابد. محبوبترین برنامه‌های VoIP برای بازی‌ها عبارتند از: Ventrilo و تیم‌اسپیک. وی، پلی‌استیشن ۳ و ایکس‌باکس ۳۶۰ نیز ویژگی گفتگو با VoIP را عرضه می‌کنند.

### انتقال داده
اشتراک فایل نمونه‌ای از انتقال مقادیر بزرگ داده از طریق اینترنت است. یک فایل رایانه‌ای را می‌توان به صورت پیوست نامه الکترونیکی به دوستان و همکاران فرستاد. می‌توان آن را دریک وبگاه ویا اف تی پی سرور (FTP Server) بارگذاری (Upload) نمود تا به آسانی توسط دیگران بارگیری (Download) شود. می‌توان آن را در یک «مکان مشترک» در یک کارساز پرونده(File Server) قرار دارد تا به سرعت و آسانی در اختیار همکاران قرار گیرد. بار سنگین بارگیری‌های شمار زیاد کاربران را می‌توان با به کاربردن کارساز (سرور)های آینه و شبکه‌های نظیر-به-نظیر کاهش داد. دسترسی به فایل را می‌توان از طریق تصدیق هویت کاربر کنترل کرد. انتقال فایل بر روی اینترنت را نیز می‌توان با رمزگذاری در پوشش ابهام قرار داد. دستیابی به فایل ممکن است در گرو پرداخت مبلغی باشد که می‌تواند توسط کارت اعتباری پرداخت شود. مبدأ و اعتبار فایل از طریق امضای دیجیتال یا MD۵ و سایر روش‌های هضم پیام قابل بررسی است. این ویژگی‌های ساده اینترنت در مقیاس جهانی، به تدریج تولید، فروش و توزیع هر چیزی را که قابل ارائه به صورت فایل باشد را تغییر می‌دهد که این چیزها شامل همه انتشارات چاپی، محصولات نرم‌افزاری، اخبار، موسیقی، فیلم، ویدئو، عکاسی، گرافیک و آثار هنری دیگر می‌باشد.
رسانه جاری (Streaming Media) همان عملی است که بسیاری از پخش کنندگان صدا و سیما، به واسطه آن، برنامه‌های خود را از طریق اینترنت به صورت زنده پخش می‌کنند. (به عنوان مثال بی‌بی‌سی) آن‌ها امکان دیدن برنامه‌های غیر هم‌زمان ضبط شده را نیز به کاربران می‌دهند. گروهی از آن‌ها صرفاً برنامه‌های خود را از طریق اینترنت پخش می‌کنند. این بدین معنی است که یک رایانه می‌تواند به این رسانه‌های برخط، شبیه به همان صورتی که پیش از این تنها از طریق گیرنده‌های رادیو و تلویزیون امکانپذیر بود دست یابد. پادکستها گونه دیگری از پخش اینترنتی هستند که فایل صوتی توسط رایانه بارگیری می‌شود و سپس به یک پخش‌کننده رسانه قابل حمل منتقل می‌شود تا بتوان بعداً در حرکت بدان گوش داد.
وب بین (Webcam)ها را نیز می‌توان گونه کم هزینه تر رسانه جریانی دانست. اگرچه برخی از وب بین‌ها تصویر با ترخ فریم کامل می‌دهند اما غالباً تصویر کوچک است و به کندی به روز می‌شود. کاربران اینترنت می‌توانند حیواناتی را دریک جنگل آفریقا یا گزارش تصویری از ترافیک در یک میدان را به صورت زنده و بی‌درنگ تماشا کنند یا بر روی دارایی‌های خود از راه دور نیز نظارت بصری داشته باشند. محبوبیت اتاقهای گپ ویدئویی ویا کنفرانس تصویری نیز با افزایش تعداد کاربرانی که وب بین دارند، افزایش می‌یابد. یوتیوب در تاریخ ۱۵ فوریه ۲۰۰۵ ایجاد شد و اکنون وبگاه پیشرو در زمینه ویدئوهای جریانی است.
یوتیوب از یک پخش‌کننده وب برپایه فلش برای پخش ویدئو استفاده می‌کند. کاربران ثبت نام کرده می‌توانند مقدار نامحدودی ویدئو را در این وبگاه بارگذاری کنند و پروفایل شخصی بسازند. یوتیوب ادعا می‌کند که کاربرانش روزانه صدها میلیون ویدئو را بارگذاری یا تماشا می‌کنند.

## دسترسی

نمودار کاربران اینترنت به ازای هر صد نفر از ساکنین بین سالهای ۱۹۹۷ تا ۲۰۰۷ توسط اتحادیه بین‌المللی ارتباطات(ITU)

رایج‌ترین زبان برای ارتباطات در اینترنت زبان انگلیسی است. این ممکن است ناشی از زادگاه اینترنت و همچنین نقش زبان انگلیسی به عنوان زبان بین‌المللی باشد. ناتوانی رایانه‌های اولیه - که اغلب در آمریکا ساخته می‌شدند - در پردازش نویسه (کاراکتر)های به جز گونه انگلیسی الفبای لاتین نیز ممکن است با این موضوع مرتبط باشد. پس از انگلیسی(۲۸٪ از بازدیدکنندگان وب)، پرخواهان‌ترین زبان‌ها در وب جهان گستر عبارتند از: چینی ۲۳٪، اسپانیایی ۸٪، ژاپنی ۵٪، پرتغالی و آلمانی (هر کدام ۴٪)، عربی و فرانسه و روسی (هرکدام ۳٪)و کره‌ای ۳٪. بر پایه منطقه، ۴۲٪ از کاربران اینترنت در آسیا، ۲۴٪ در اروپا، ۱۴٪ در آمریکای شمالی، ۱۰٪ در آمریکای لاتین و کارائیب، ۵٪ در آفریقا، ۳٪ در خاورمیانه و ۱٪ در استرالیا/اقیانوسیه.
فناوری‌های اینترنت در سال‌های اخیر به ویژه در زمینه استفاده از یونیکد، به حد کافی گسترش یافته‌اند و امکانات مناسبی برای ارتباط در بسیاری از زبان‌های دنیا در دسترس می‌باشد، اما همچنان مسائلی مانند موجیباکه (نمایش نادرست برخی نویسه‌های یک زبان) باقی هستند.
روش‌های معمول دسترسی به اینترنت در خانه‌ها شامل دسترسی با شماره‌گیری (dial-up)، خطوط زمینی پهن باند (از طریق کابل کواکسیال، فیبر نوری یا سیم مسی)، وای-فای (Wi-Fi)، ماهواره، فناوری ۳G، فناوری ۴G و فناوری ۵G تلفن همراه می‌باشد. اماکن عمومی که می‌توان در آن‌ها از اینترنت استفاده نمود شامل کتابخانه‌ها و کافی‌نت‌ها که در آن‌ها رایانه‌هایی با اتصال به اینترنت مهیا است. همچنین کیوسکهای اینترنت در بسیاری از اماکن عمومی مانند سالن فرودگاه و کافی شاپ‌ها موجودند که بعضی از آن‌ها برای استفاده‌های کوتاه و سرپایی در نظرگرفته شده‌اند. واژه‌های گوناگونی برای نامیدن این ترمینال‌ها به کار می‌رود از جمله: کیوسک عمومی اینترنت یا پایانه دسترسی عمومی.
این ترمینال‌ها به گستردگی برای کاربردهایی چون رزرو بلیت، سپرده‌گذاری بانکی، پرداخت برخط مورد استفاده قرار می‌گیرد. وای-فای(Wi-Fi) دسترسی بی‌سیم به شبکه‌های رایانه‌ای و در نتیجه به اینترنت را فراهم می‌کند. هات‌اسپات (Hotspots) به مکان‌هایی گفته می‌شود که دسترسی به اینترنت بی‌سیم در آن نقاط امکانپذیر است و کاربران می‌توانند با لپ‌تاپ یا دستیار دیجیتال شخصی(PDA) خود به اینترنت متصل شوند. گاهی این سرویس‌های بیسیم برای عموم یا حداقل برای مشتریان رایگان ارائه می‌شود. یک نقطه داغ محدوده مکانی مشخصی را شامل می‌شود مثل محوطه یک دانشگاه، پارک یا حتی سراسر نقاط یک شهر. سرویس‌های تجاری Wi-Fi که کل شهر را پوشش می‌دهند هم‌اکنون در شهرهای لندن، وین، تورنتو، سانفرانسیسکو، فیلادلفیا، شیکاگو و پیتسبورگ ارائه می‌شوند. در این شهرها مشترکین می‌توانند در هر نقطه‌ای از شهر به شبکه وای-فای متصل شوند. علاوه بر وای-فای، آزمایش‌هایی نیز در زمینه شبکه‌های بی‌سیم متحرک اختصاصی مانند ریکوچت و سرویس‌های داده‌ای پرسرعت بر روی تلفن‌های همراه، و شبکه‌های بی‌سیم ثابت انجام شده‌است. تلفن‌های همراه پیشرفته مثل تلفن‌های همراه هوشمند (Smartphone) همگی با قابلیت اتصال به اینترنت از طریق شبکه تلفن عرضه می‌شوند. مرورگرهای وب نیز نسخه های مخصوص تلفن‌های همراه هوشمند را دارند

## آثار اجتماعی

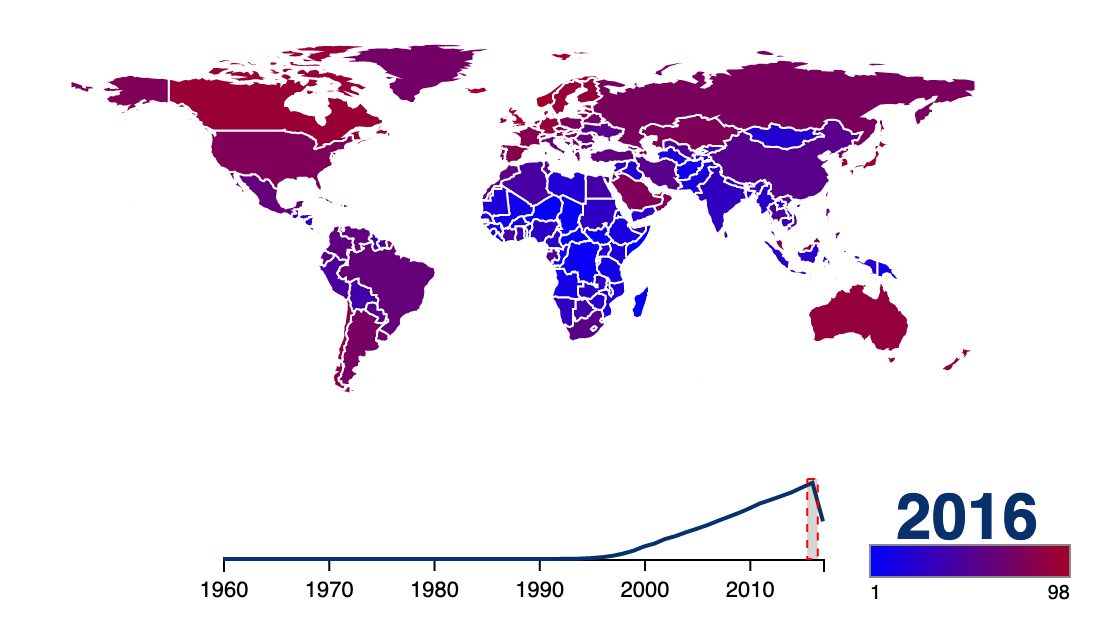
میزان ضریب نفوذ اینترنت در جهان

اینترنت به دلیل خصوصیاتی چون قابلیت استفاده و دسترسی گسترده آن، اشکال کاملاً جدیدی از تعاملات، فعالیت‌ها، و سازماندهی‌های اجتماعی را پدیدآورده است. وبگاه‌های شبکه‌های اجتماعی چون فیس‌بوک، توییتر و مای‌اسپیس روش‌های جدیدی برای معاشرت و تعامل خلق کرده‌اند. کاربران این سایتها قادرند اطلاعات گوناگونی به صفحات خود بیفزایند، علایق مشترکی را دنبال کنند و به دیگران مرتبط شوند. وبگاه‌هایی مثل لینکداین به پرورش ارتباطات حرفه‌ای و تجاری می‌پردازد. یوتیوب و فلیکر هم در زمینه ویدئوها و تصاویر کاربران تخصص دارند.
دهه اول سده بیست و یکم، شاهد پرورش نخستین نسلی است که در شرایطی زندگی می‌کنند که اینترنت به گستردگی در دسترس می‌باشد. این مسائل و نگرانی‌هایی را به دنبال دارد از جمله مسئله حفظ حریم خصوصی و هویت و توزیع غیرمجاز مواردی که تحت قانون کپی رایت محافظت می‌شوند. این بومیان دیجیتال با انبوهی از مسایلی مواجه می‌شوند که دربارهٔ نسل‌های قبلی وجود نداشت.
اینترنت کاربرد جدیدی به عنوان یک ابزار سیاسی یافته‌است که این منجر به سانسور اینترنت می‌شود. نمونه استفاده سیاسی از اینترنت، مبارزه انتخاباتی هاوارد دین در سال ۲۰۰۴ در ایالات متحده بود که به دلیل جمع‌آوری کمک‌های مردمی از طریق اینترنت مورد توجه بود. بسیاری از گروه‌های سیاسی از اینترنت برای سازماندهی در انجام مأموریت خود استفاده می‌کنند. برخی از دولت‌ها مانند ایران، کره شمالی، میانمار، چین وعربستان، آنچه را که مردم می‌توانند از طرق اینترنت ببینند، به ویژه دربارهٔ مسائل سیاسی و مذهبی محدود می‌نمایند. این کار از طریق نرم‌افزارهایی که دامنه و محتوا را فیلتر می‌کنند صورت می‌پذیرد.
در نروژ، دانمارک، فنلاند
و سوئد، ارائه دهندگان اصلی خدمات اینترنت به صورت داوطلبانه و احتمالاً برای اجتناب از قانون شدن فیلترینگ، قبول کرده‌اند که دسترسی به سایتهایی که توسط مقامات مسوول لیست شده‌است را محدود نمایند. اگرچه قرار بر این است که این آدرس‌های ممنوع شده تنها شامل وبگاه‌های هرزه‌نگاری کودکان باشد، اما محتوای این لیست مخفی است.در بسیاری از کشورها مانند ایالات متحده آمریکا، اگر چه قوانینی در ممنوعیت پخش موارد دربردارنده هرزه نگاری کودک تصویب نموده‌اند اما استفاده از نرم‌افزارهای فیلترینگ را اجباری نکرده‌اند. نرم‌افزارهای تجاری یا رایگان بسیاری تحت عنوان نرم‌افزار کنترل محتوا در دسترس هستند که کاربران از طریق آن‌ها می‌توانند وبگاه‌های مستهجن را در رایانه شخصی یا شبکه محلی مسدود نمود تا از دسترسی کودکان به مواد هرزه نگاری یا خشونت نگاری جلوگیری نمود.
اینترنت از آغاز پیدایش همواره وسیله مناسبی برای فعالیت‌های تفریحی بوده‌است. بسیاری از انجمن‌های اینترنتی بخش‌هایی برای بازی و ویدئوهای خنده دار و کارتون‌های کوتاه در قالب انیمیشن‌های فلش (Flash) دارند. بیش از ۶ میلیون نفر در اینترنت از وب نوشت‌ها و تخته‌های پیام برای برقراری ارتباط استفاده می‌کنند. صنایع هرزه نگاری و قمار از اینترنت سود می‌جویند تا وبگاه‌هایی بسازند که منبع کلان تبلیغات برای سایر وبگاه‌ها می‌باشند. اگرچه بسیاری از دولت‌ها برای محدودسازی استفاده این دو صنعت از اینترنت تلاش کرده‌اند اما در جلوگیری از گسترش محبوبیت آن‌ها چندان موفق نبوده‌اند.
یکی از فعالیت‌های تفریحی اصلی در اینترنت، بازیهای چند نفره است. این شکل تفریح اجتماعاتی را به وجود می‌آورد که در آن افراد از هر سن و نژادی از دنیای بازی‌های چندنفرهٔ رایانه‌ای لذت می‌برند. اگرچه بازی‌های برخط از سال ۱۹۷۰ وجود داشته‌اند،  اما گونه مدرن این بازی‌ها با خدمات اشتراکی مانند گیم‌اسپای و MPlayer آغاز شد. غیر مشترکین محدود به بازی‌های خاص یا زمان بازی خاص بودند. بسیاری از مردم از اینترنت برای دسترسی و بارگیری (دانلود) موسیقی و فیلم و سایر آثار استفاده می‌کنند. این خدمات به هر دو صورت رایگان و پولی، با استفاده از سرورهای مرکزی یا فناوری‌های نظیر-به-نظیر توزیع شده ارائه می‌شوند. برخی از این منابع توجه بیشتری نسبت به سایرین در زمینه حقوق مؤلفین اصلی نشان دادهاند.
بسیاری از مردم از اینترنت برای دسترسی به اخبار، پیش‌بینی آب وهوا، گزارش‌های ورزشی و جستجوی مطالب دربارهٔ علاقه‌مندی‌های خود استفاده می‌کنند. آن‌ها از گپ برخط، پیام‌رسان فوری و پست الکترونیک برای در تماس بودن با دوستان خود در سراسر دنیا و به شیوه‌ای شبیه به دوست مکاتبه‌ای که در قدیم رواج داشت، استفاده می‌کنند. اینترنت شاهد شمار رو به افزایش میزکارهای وب که در آن کاربران به فایل‌ها و تنظیمات خود دسترسی پیدا می‌کنند، بوده‌است. «کم‌کاری سایبری» (Cyberslacking) محل اتلاف جدی منابع سازمان‌هاست. کارمندان انگلیسی به‌طور میانگین ۵۷٪ از وقت خود را به وب گردی در حین کار می‌پردازند.
ارتباط اینترنتی ظاهراً مجال و امکان بیشتری به سوءِ تعبیر، ابهام و اشتباه و سوءِ استفاده می‌دهد تا شکل‌های سنتی تر ارتباطات:

این مسئله در بطن ماهیت ارتباط انسانی نهفته‌است. ما تصور می‌کنیم که ارتباط انسانی محصول ذهن است، اما پیکرها هستند که این کار را انجام می‌دهند: چهره‌ها تکان می‌خورند، صداها به ارتعاش در می‌آیند، پیکرها می‌جنبند، دست‌ها ادا و اشاره می‌کنند… در اینترنت ذهن حضور دارد اما بدن غایب است. گیرندگان پیام‌ها هیچ سرنخی برای درک و شناخت شخصیت و خلق و خوی فرستنده ندارند، و فقط می‌توانند حدس بزنند که چرا این پیام فرستاده شده، معنای آن چیست و چه پاسخی باید به آن داد. اعتماد عملاً از صحنه خارج می‌شود. این کار مالامال از بیم و خطر است.

## تأثیرات ذهنی اینترنت
بر روی آثار اینترنت بر مغز انسان مطالعات زیادی انجام شده‌است. نیکلاس کار(به انگلیسی: Nicholas Carr) ادعا می‌کند که اینترنت تفکر عمیق را که عامل خلاقیت واقعی است کاهش می‌دهد. او همچنین می‌گوید که پیوندهای فرامتن و تحریک بیش از حد، به این معنی است که مغز باید بیشتر توجهش را بر روی تصمیمات کوتاه متمرکز کند. او همچنین بیان می‌کند که اینترنت مغز را غرق در اندیشه می‌کند که باعث آسیب رسیدن به حافظه بلند مدت می‌گردد. شمار فراوان محرک‌ها در اینترنت منجر به بار شناختی(Cognitive Load) سنگینی برای مغز می‌شود که یادآوری هرچیزی را مشکل می‌سازد.
استیون پینکر (به انگلیسی: Steven Pinker)، روان‌شناس، نظری مخالف دارد. او به این نکته اشاره می‌کند که افراد بر روی آنچه انجام می‌دهند کنترل دارند و بنابراین این پژوهش و استدلال هرگز طبیعت انسان را در نظر نداشته‌است. او می‌گوید «تجربه ظرفیتهای پردازش اطلاعات مغز را عوض نمی‌کند» و ادعا می‌کند که اینترنت باعث باهوشتر شدن انسان‌ها شده‌است.

## تأثیر اینترنت بر آموزش
امروزه با ظهور اینترنت، حتی آموزش هم به صورت مجازی و از منزل امکان‌پذیر شده‌است. در سراسر جهان، آموزش آنلاین انقلابی را در زمینه آموزش و به اشتراک گذاری دانش برپا کرده‌است. اگر دسترسی به کامپیوتر و اینترنت دارید، به راحتی می‌توانید در برنامه‌های آموزشی آنلاین ثبت نام کنید.
در دنیای امروز، همگام شدن با زمان بسیار دشوار است. اگر خود، صاحب علم و دانش هستید، با برگزاری آموزش‌های آنلاین یا تولید محتوای آموزشی، به راحتی می‌توانید از این راه، کسب درآمد داشته باشید. اگر هم به‌دنبال تحصیل علم و یادگیری فنون هستید، با خرید و مشاهده آموزش‌های آنلاین، می‌توانید به راحتی به اهداف خود برسید. دیگر نیاز نیست حتماً در دوره‌های آموزش حضوری ثبت نام کنید و مجبور به پرداخت هزینه‌های گزاف شوید.
تأثیر مثبت اینترنت بر زندگی دانشجویی به حدی است که هم‌اکنون می‌توانید با ثبت نام به صورت مجازی در دانشگاه، مدارک کارشناسی، کارشناسی ارشد و دکتری کسب کنید. بسیاری از مراکز آموزشی معتبر، امروزه آموزش‌های آنلاین در زمینه‌های مختلف ارائه می‌دهند.

## در ایران
اینترنت در ایران با سرعت بسیار پایین و فیلترینگ گسترده‌ای روبرو است و نیز روزهایی که اعتراضات خیابانی جریان دارد، به صورت داخلی شده یا به کل قطع می‌شود.

## کشورها

### فهرست کشورهایی که در آنها برای اتصال به اینترنت مجوز خاصی مورد نیاز است (نیازمند تأیید دولت)
- کره شمالی
- میانمار
- کوبا
- بلاروس
- واتیکان

### لیست کشورهایی که در آنها نمی‌توان به همهٔ سایت‌های خارجی دسترسی داشت
- امارات متحده عربی
- چین
- ایران
- عربستان سعودی
- کوبا
- ازبکستان
- مصر
- سوریه
- تونس
- ترکمنستان
- ویتنام
- قرقیزستان
- ترکیه

## نکات حقوقی و اخلاقی
هم‌اکنون نگرانی عمومی دربارهٔ مطالب موجود در اینترنت وجود دارد. بعضی از جدال آمیزترین آن‌ها تخلف در حق نشر، جعل هویت و مکالمه تنفر آمیز هستند که وجود دارند و قانونی کردن آن‌ها مشکل است.